# Ladoga
Ladoga (russisk: Ладожское Озеро) er Europas største ferskvandssø. Den ligger i det nordvestlige Rusland ved den finske grænse. Ladoga har tilløb fra Onega gennem Svir og afløb gennem Neva til Finske Bugt.
Søens areal er ca. 17.700 kvadratkilometer.
Ved søens sydside lå handelsbyen Staraja Ladoga, som i 1703 blev flyttet til Novaja Ladoga.
Fra 1617 til 1721 gik grænsen mellem Sverige og Rusland igennem søen, og i 1812-1940 var søen grænse mellem Finland og Rusland.
Ladogasælen Phoca hispida ladogensis er en underart af ringsælen og er endemisk for Ladoga.
Langs søens sydkyst går Ladogakanalen, der forbinder Svir og Neva. Kanalen benyttes stort set ikke mere, men havde til formål at undgå sejlads på den åbne sø.

## Dannelse
I geologisk henseende er Ladoga-lavningen en gravsænkning og synklinal struktur fra proterozoikum (prækambrium). Denne "Ladoga–Pasha-struktur" består af jotniske sedimenter. Under nedisningerne i pleistocæn blev lavningen delvist udjævnet ved dens sedimentære klippefyld ved glacial overdybning. I løbet af det sidste glaciale maksimum, ca. 15.000 år f.Kr., tjente søen sandsynligvis som en kanal, der koncentrerede is fra det fennoskandiske isark til en isstrøm, der fodrede gletsjerlober længere øst.
Nedbrydning efter weichsel-istidens isdække fandt sted i Ladoga-bassinet mellem 11.500 og 10.500 f.Kr. Ladoga-søen var oprindeligt en del af Østersøen, da denne havde sin overflade 70–80 m over den nuværende havniveau og udgjorde en ferskvandssø i en tidligere fase af Østersøens udviklingshistorie. Det er muligt, men ikke sikkert, at Ladoga blev isoleret fra Østersøen under regression af den efterfølgende Yoldiahavets brakstadium (10.200–9.500 f.Kr.). Isolationstærsklen skulle være ved Heinjoki øst for Vyborg, hvor Østersøen og Ladoga var forbundet med et sund eller et flodudløb i det mindste indtil dannelsen af floden Neva, og muligvis endda meget senere, indtil omkring det 12. århundrede e.Kr.
Omkring 8.500 f.Kr. begyndte Onega-søen, der tidligere havde haft afløb til Hvidehavet, at afvande til Ladoga via floden Svir. Mellem 8.500 og 8.100 f.Kr, under Ancylussøens transgression, det næste ferskvandsstadie i Østersøen, blev Ladoga med sikkerhed en del af det, selvom de ikke havde været forbundet direkte før. Under den efterfølgende regression af Ancylus-søen ca. 7.800 f.Kr. blev Ladoga atter isoleret.
Ladoga begyndte langsomt at stige i sin sydlige del på grund af opløftning af Østersøskjoldet i nord. Det er blevet antaget, men ikke bevist, at vand fra Litorinahavet, det næste brakvandsstadie i Østersøens udviklingshistorie, lejlighedsvis strømmede ind i Ladoga mellem 7.000 og 5.000 f.Kr. Omkring 5.000 f.Kr. trængte Saimaasøens vand ind i Salpausselkä og dannede et nyt afløb, floden Vuoksi, i Ladoga-søens nordvestlige hjørne og hævede dens niveau med 1-2 m.
Floden Neva stammer fra, da Ladogas vandmasser omsider brød igennem tærsklen ved Porogi ind i de nederste dele af Izhora-floden, på daværende tidspunkt en sideelv til Finske Bugt, mellem 4.000 og 2.000 f.Kr.. Datering af nogle sedimenter i den nordvestlige del af Ladoga antyder, at det skete omkring 3.100 f.Kr. (3.410–3.250 f.Kr.).